# Sou fräi
"Sou fräi" (tradução portuguesa: "Tão livre") foi a canção que representou o Luxemburgo no Festival Eurovisão da Canção 1992, interpretada em luxemburguês (a segunda vez em que foi interpretada uma canção nesse idioma) por Marion Welter & Kontinent (ver: [http://www.diggiloo.net/?1992lu Informações sobre a canção). Foi a 14.ª canção a ser interpretada na noite do festival, a seguir à canção helvética "Mister Music Man"  cantada por Daisy Auvray antes da canção austríaca "Zusammen geh'n"  interpretada por Tony Wegas. Terminou a campetição em 21.º lugar (entre 23 participantes) e recebeu 10 pontos (todos fornecidos pelo júri de Malta).

## Autores
Segundo o Diggilloo.net Diggiloo.net os autores da canção são:
- Letra e música: Jang Linster, Ab van Goor
- Orquestração: Christian Jakob

## Letra
A canção é um número de uptempo, com Welter explicando que ela quer ser livre e compara essa liberdade a várias coisas como pipas, um barquinho de papel e crianças. O título vem através do coro, onde ela canta que "Eu quero ser livre/Como os pensamentos podem ser " (Letra da canção)

## Versões
Welter a banda acompanhante gravaram esta canção, nos seguintes idiomas Diggiloo.net:
- francês: "Au vent des libertés";
- inglês: "So free"